# Distrito de Rae Bareli
Rae Bareli (en hindi; रायबरेली ज़िला, urdu; رائے بریلی ضلع) es un distrito de India en el estado de Uttar Pradesh. Código ISO: IN.UP.RB.
Comprende una superficie de 4 609 km².
El centro administrativo es la ciudad de Rae Bareli. Dentro del distrito se encuentra el pueblo de Lalganj.

## Demografía
Según censo 2011 contaba con una población total de 3 404 004 habitantes.